# Infontology
Infontology är en partipolitiskt oberoende tankesmedja, bildad 2003. Den har en humanistisk profil med fokus på att debattera och analysera teknikens, och främst digitaliseringens påverkan på samhälle och kultur (i vid bemärkelse). 
Bland de sakfrågor som tankesmedjan debatterat återfinns algoritmhandel, IT, genteknik, internet, humanism, utbildning, folkbildning, kulturarv, religion, evolutionsteori och upphovsrätt. 
Infontology ägs och drivs av Per Johansson, idéhistoriker och doktor i humanekologi och Simon Winter, doktor i kognitionsvetenskap.
Infontology publicerar en blogg med samma namn. Enligt Internetworld en "läsvärd blogg om informationsanvändning och hur ny teknik förändrar vår verklighet och vår kultur" 
Infontology har skrivit boken Digitalis filosofi, samt artiklar i bland annat Dagens nyheter, Forskning och framsteg, Axess, Sydsvenskan, Computer Sweden, Svenska dagbladet.
2012 skapade Per Johansson från Infontology tillsammans med programledaren Eric Schüldt radioserien Människan och maskinen som sändes i P1 i Sveriges radio. Under våren 2013 började en poddradioserie, även den beställd av Sveriges radio, sändas, med samma namn.
Infontology är en av signatärerna till Regeringens Digitala agenda.

## Verksamhet
- Omvärldsanalys
- Rapportutgivning
- Seminarieverksamhet
- Analys
- Scenarioplanering